# Каннский кинофестиваль 2004
57-й Каннский фестиваль проходил с 12 по 23 мая 2004 года.
Программа фестиваля была объявлена 23 апреля в Париже. Председателем жюри был американский режиссёр Квентин Тарантино. Церемонию награждения вела итальянская актриса Лаура Моранте.

## Жюри

### Основной конкурс
- Квентин Тарантино, режиссёр ( США) — председатель
- Эммануэль Беар, актриса ( Франция)
- Эдвидж Дантика, актриса и писательница( Гаити/ США)
- Тильда Свинтон, актриса ( Великобритания)
- Кэтлин Тёрнер, актриса ( США)
- Бенуа Пульворд, актёр ( Бельгия)
- Джерри Шатцберг, режиссёр ( США)
- Цуй Харк, режиссёр и продюсер ( Гонконг)
- Петер фон Баг, режиссёр и критик( Финляндия)

### Синефондасьон и конкурс короткометражных фильмов
- Никита Михалков, режиссёр ( Россия) — председатель
- Николь Гарсиа, актриса ( Франция)
- Мариса Паредес, актриса ( Испания)
- Нури Бильге Джейлан, режиссёр ( Турция)
- Пабло Траперо, режиссёр и продюсер ( Аргентина)

## Фильмы-участники основной конкурсной программы
- «2046», реж. Вонг Карвай ( Гонконг)
- «Воспитатели», реж. Ханс Вайнгартнер ( Германия/ Австрия)
- «Женщина — будущее мужчины», реж. Хон Сансу ( Республика Корея)
- «Жизнь и смерть Питера Селлерса», реж. Стивен Хопкинс ( Великобритания)
- «Жизнь как чудо», реж. Эмир Кустурица ( Сербия и Черногория)
- «Игры джентльменов», реж. Джоэл и Этан Коэн ( США)
- «Изгнанники», реж. Тони Гатлиф ( Франция)
- «Мондовино», реж. Джонатан Носситер ( США)
- «Никто не узнает», реж. Хирокадзу Корээда ( Япония)
- «Олдбой», реж. Пак Чхан Ук ( Республика Корея)
- «Очищение», реж. Оливье Ассаяс ( Франция)
- «Последствия любви», реж. Паоло Соррентино ( Италия)
- «Посмотри на меня», реж. Аньес Жауи ( Франция)
- «Призрак в доспехах: Невинность», реж. Мамору Осии ( Япония)
- «Святая девушка», реж. Лукресия Мартель ( Аргентина)
- «Тропическая болезнь», реж. Апичатпонг Верасетакул ( Таиланд)
- «Фаренгейт 9/11», реж. Майкл Мур ( США)
- «Че Гевара: Дневники мотоциклиста», реж. Вальтер Саллес ( Аргентина)
- «Шрек 2», реж. Эндрю Адамсон, Конрад Вернон и Келли Эсбери ( США), вместе с этим были показаны три лучших дубляжа Шрека. Ими стали российский, польский и венгерский[1].

## Фильмы-участники конкурсной программы «Особый взгляд»
- 10 на десять, режиссёр Аббас Киаростами ( Иран)
- 16 лет. Любовь. Перезагрузка, режиссёр Кейт Шортленд ( Австралия)
- Александрия ... Нью-Йорк, режиссёр Юсеф Шахин ( Египет) — фильм закрытия
- Виски, режиссёр Хуан-Пабло Ребелья и Пабло Столь ( Уругвай)
- До скорого!, режиссёр Бенуа Жако ( Франция)
- Добро пожаловать в Швейцарию, режиссёр Леа Фазер ( Швейцария) — фильм открытия
- Дорогой Фрэнки, режиссёр Шона Ауэрбах ( Великобритания)
- Земля и зола, режиссёр Атик Рахими ( Афганистан)
- Контроль, режиссёр Антал Нимрод ( Венгрия)
- Лёгкий вес, режиссёр Жан-Пьер Амери ( Франция)
- Марсель, режиссёр Ангела Шанелек ( Германия)
- Не уходи, режиссёр Серджо Кастеллито ( Италия)
- Нелли, режиссёр Лор Дутиёль ( Франция)
- Отель, режиссёр Джессика Хаузнер ( Австрия)
- Пассажи, режиссёр Янг Чао ( Китай)
- Тёмная ночь, режиссёр Жуан Каниу ( Португалия)
- Убежище, режиссёр Усман Сембен ( Сенегал)
- Убить президента. Покушение на Ричарда Никсона, режиссёр Нильс Мюллер ( США)
- Хроники, режиссёр Себастиан Кордеро ( Эквадор)
- Шиzа, режиссёр Гульшад Омарова ( Казахстан)

## Внеконкурсная программа
- Дурное воспитание / La mala educación, режиссёр Педро Альмодовар — фильм открытия
- 10e chambre — Instants d’audience, режиссёр Раймон Депардон
- Bab el shams, режиссёр Юсри Насралла
- Плохой Санта / Bad Santa, режиссёр Тери Цвигофф
- Горячие новости / Breaking News, режиссёр Джонни То
- Cinéastes à tout prix, режиссёр Фредерик Сойше
- Рассвет мертвецов / Dawn of the Dead, режиссёр Зак Снайдер
- Épreuves d’artistes, режиссёр Жиль Жакоб
- Henri Langlois: The Phantom of the Cinémathèque, режиссёр Жак Ришар
- Five Dedicated to Ozu, режиссёр Аббас Киаростами
- Glauber the Movie, Labyrinth of Brazil, режиссёр Сильвио Тендлер
- Убить Билла / Kill Bill|Kill Bill: Vol. 2, режиссёр Квентин Тарантино
- Наша музыка / Notre musique, режиссёр Жан-Люк Годар
- Сальвадор Альенде / Salvador Allende, режиссёр Патрисио Гусман
- Дом летающих кинжалов / 十面埋伏 shí miàn mái fú, режиссёр Жанг Иму
- Троя / Troy (film)|Troy, режиссёр Вольфганг Петерсен
- Я умер в детстве…, режиссёр Георгий Параджанов
- Z Channel: A Magnificient Obsession, режиссёр Александра Кассаветис
- De-Lovely, режиссёр Эрвин Винклер — фильм закрытия

## Победители
- Золотая пальмовая ветвь
  - «Fahrenheit 9/11 (Фаренгейт 9/11)», реж. Майкл Мур ( США)
- Гран-при
  - «올드보이 (Олдбой)», реж. Пак Чхан Ук ( Республика Корея)
- Лучшая актриса
  - Мэгги Чун ( Китай) за фильм «Очищение»
- Лучший актёр
  - Юя Ягира ( Япония) за фильм «Dare mo shiranai (Никто не узнает)»
- Лучший режиссёр
  - Тони Гатлиф ( Франция) за фильм «Exils (Изгнанники)»
- Лучший сценарий
  - Аньес Жауи, Жан-Пьер Бакри ( Франция) за фильм «Посмотри на меня»
- Приз жюри
  - «สัตว์ประหลาด (Тропическая болезнь)», реж. Апичатпонг Верасетакул ( Таиланд)
- Золотая пальмовая ветвь за короткометражный фильм
  - «Трафик», реж. Каталин Митулеску ( Румыния)
- Приз жюри за короткометражный фильм
  - «Flatlife», реж. Йонас Гейрнерт ( Бельгия)
- Золотая камера
  - «אור (Свет)», реж. Керен Йедая ( Израиль)
- Специальный приз конкурса «Золотая камера»
- Особый взгляд
  - «Moolaadé (Муладе)», реж. Усман Сембен ( Сенегал)
- Приз ФИПРЕССИ
- Специальный приз 57-го Каннского кинофестиваля за творческие достижения
- Золотая пальмовая ветвь за вклад в кинематограф